# Kúnthóng
Kúnthóng (kínaiul: 九龍城區, népszerű átírással: Kwun Tong) Hongkong egyik kerülete, mely Kaulung (Kowloon) városrészhez tartozik. Az 1950-es évektől az 1990-es évekig a kerület Hongkong iparnegyedének számított, számos gyárral. A terület azóta változáson esett át, a régi gyárépületek egy részéből kulturális létesítmények, művészstúdiók, bevásárlóközpontok, üzletek lettek.